# Scincella gemmingeri
Scincella gemmingeri là một loài thằn lằn trong họ Scincidae. Loài này được Cope mô tả khoa học đầu tiên năm 1864.